# Championnat de Hongrie de football 1923-1924
Navigation
Saison précédente Saison suivante
La saison 1923-1924 du Championnat de Hongrie de football est la 21e édition du championnat de première division en Hongrie. Les douze meilleurs clubs du pays se retrouvent au sein d'une poule unique, la Nemzeti Bajnokság I, où ils s'affrontent deux fois, à domicile et à l'extérieur. À l'issue du championnat, les deux derniers du classement sont relégués et remplacés par les deux meilleurs clubs de II. Osztályú Bajnokság, la deuxième division hongroise.
C'est le club du MTK Budapest FC, tenant du titre depuis 1917, qui termine à nouveau en tête du classement du championnat cette saison, avec dix points d'avance sur le Ferencváros TC et douze sur l'Ujpest TE. C'est le 11e titre de champion de l'histoire du club.

## Les 12 clubs participants
| - Vasas SC - MTK Hungaria FC - Ferencváros TC - III. Kerületi TUE - Törekvés SE - 33 FC - Promu de II. Osztályú Bajnokság | - Újpest TE - Kispest AC - Budapest Torna Club - Zugl AC - Ujpest TSE - Promu de II. Osztályú Bajnokság - VAC Budapest |

## Compétition

### Classement
Le barème utilisé pour établir le classement est le suivant :
- Victoire : 2 points
- Match nul : 1 point
- Défaite : 0 point

| Rang | Équipe            | Pts | J  | G  | N  | P  | Bp | Bc | Diff |
| ---- | ----------------- | --- | -- | -- | -- | -- | -- | -- | ---- |
| 1    | MTK Budapest (T)  | 40  | 22 | 19 | 2  | 1  | 50 | 11 | +39  |
| 2    | Ferencváros TC    | 30  | 22 | 11 | 8  | 3  | 36 | 15 | +21  |
| 3    | Ujpest TE         | 28  | 22 | 12 | 4  | 6  | 39 | 15 | +24  |
| 4    | Budapest TC       | 25  | 22 | 10 | 5  | 7  | 23 | 21 | +2   |
| 5    | VAC Budapest      | 19  | 22 | 7  | 5  | 10 | 18 | 31 | -13  |
| 6    | Zugl AC           | 19  | 22 | 7  | 5  | 10 | 16 | 28 | -12  |
| 7    | Törekvés SE       | 18  | 22 | 6  | 6  | 10 | 28 | 29 | -1   |
| 8    | III. Kerületi TVE | 18  | 22 | 4  | 10 | 8  | 21 | 23 | -2   |
| 9    | Vasas SC          | 18  | 22 | 7  | 4  | 11 | 28 | 36 | -8   |
| 10   | Kispest AC        | 18  | 22 | 5  | 8  | 9  | 18 | 33 | -15  |
| 11   | 33 FC (P)         | 17  | 22 | 5  | 7  | 10 | 14 | 27 | -13  |
| 12   | Ujpest TSE (P)    | 14  | 22 | 5  | 4  | 13 | 26 | 48 | -22  |

|  | Champion de Hongrie 1923-1924                        |
|  | Relégation en II. Osztályú Bajnokság                 |
|  | (T) Tenant du titre (P) : Promu de deuxième division |

## Bilan de la saison
| Championnat de Hongrie de football 1923-1924 |                          |
| Champion                                     | MTK Budapest (11e titre) |
| Coupes et trophées                           |                          |
| Vainqueur de la Coupe de Hongrie 1923-1924   | Non disputée             |
| Promotions et relégations                    |                          |
| Promus en Nemzeti Bajnokság I                | Budapest EAC             |
| Promus en Nemzeti Bajnokság I                | Nemzeti SC               |
| Relégués en II. Osztályú Bajnokság           | 33 FC                    |
| Relégués en II. Osztályú Bajnokság           | Ujpest TSE               |